# Hydropsyche tapena
Hydropsyche tapena är en nattsländeart som beskrevs av Douglas E. Kimmins 1957. Hydropsyche tapena ingår i släktet Hydropsyche och familjen ryssjenattsländor. Inga underarter finns listade i Catalogue of Life.